# Tanjung Rusia Timur
Tanjung Rusia Timur is een bestuurslaag in het regentschap Pringsewu van de provincie Lampung, Indonesië. Tanjung Rusia Timur telt 1181 inwoners (volkstelling 2010).